# Il racconto dei racconti
Il racconto dei racconti (Engels: The Tale of Tales) is een Italiaans-Frans-Britse Fantasyfilm uit 2015, geregisseerd door Matteo Garrone en is losjes gebaseerd op de verzameling Napolitaanse sprookjes Pentamerone (Lo cunto de li cunti overo lo trattenemiento de peccerille) van Giambattista Basile (1566-1632). De film ging in première op 22 mei op het Filmfestival van Cannes.

## Verhaal
Het verhaal volgt de vorsten van drie verschillende koninkrijken ten tijde van de barok. De jaloerse koningin van Longtrellis (Salma Hayek) volgt een bittere zoektocht en verbeurt het leven van haar man. Twee mysterieuze zusters verlangen terug naar hun jeugd om zo de koning van Strongcliff (Vincent Cassel) te kunnen verleiden. De koning van Highhills (Toby Jones) is geobsedeerd door een gigantische vlo en breekt het hart van zijn dochter.

## Rolverdeling
| Acteur            | Personage                |
| ----------------- | ------------------------ |
| Salma Hayek       | Koningin van Longtrellis |
| John C. Reilly    | Koning van Longtrellis   |
| Toby Jones        | Koning van Highhills     |
| Shirley Henderson | Imma                     |
| Hayley Carmichael | Dora                     |
| Vincent Cassel    | Koning van Strongcliff   |
| Stacey Martin     | Jonge Dora               |
| Alba Rohrwacher   |                          |

## Productie
Het filmen begon op 15 mei 2014 en duurde vier maanden. De film werd volledig op locatie gefilmd op verschillende plaatsen in Italië, vooral in Napels, Apulia en Sicilië.